# ダビド・スルトゥサ
ダビド・スルトゥサ・ヴェイレ（David Zurutuza Veillet  ,  1986年7月19日 - ）は、スペインのサッカー選手。フランス・シャラント＝マリティーム県ロシュフォール出身。レアル・ソシエダで活躍した。ポジションはMF。

## 来歴
1986年にバスク人の父とフランス人の母との間にフランス・ロシュフォールで生まれる。その後、バスク州ギプスコア県デバで育ち、地元の小さなチームを経てレアル・ソシエダのカンテラに入団。
2005年にBチームでプロデビュー。2007-08シーズンは、当時セグンダ・ディビシオンに所属していたSDエイバルでプレーした。
2008-09シーズンにソシエダに復帰し、トップチームに登録。セグンダ・ディビシオンに所属していた同シーズンの2008年9月23日のSDウエスカ戦でトップチームデビュー。以降中心選手として活躍。
2009-10シーズン、2部リーグで優勝し、2010-11シーズンは2006-07シーズン以来のプリメーラ・ディビシオン復帰。2010年8月20日の本拠地エスタディオ・アノエタでの対ビジャレアルCF戦で1-0で勝利し、トップリーグデビューを勝利で飾った。
2014年8月31日のエスタディオ・アノエタでのレアル・マドリード戦では、0-2とリードされた場面から、1点を返した後、立て続けに同点・逆転のゴールを決め、マン・オブ・ザ・マッチに選出された。
2019-20シーズン終了後にレアル・ソシエダを退団した。

## その他
2016年11月27日のホームゲームのFCバルセロナ戦で、スルトゥサは1-1で迎えた78分の場面で、勝ち越しゴールを決めたかに思われたが、オフサイドで取り消しとなり、試合はそのままのスコアで終了。試合後、スルトゥサは自身のTwitterで、オフサイドの場面を皮肉交じりを振り返った。